# James F. Fagan
James Fleming Fagan (1 maart 1828 –  1 september 1893) was een Amerikaans landbouwer, politicus en militair. Na een korte periode in het United States Volunteers tijdens de Mexicaans-Amerikaanse Oorlog diende hij tijdens de Amerikaanse Burgeroorlog als generaal-majoor. Zijn brigade speelde een doorslaggevende rol tijdens de Camdenveldtocht in 1864 waarbij het Noordelijke VII Corps uit het zuidwesten van Arkansas verdreven werd.

## Vroege jaren
James Fleming Fagan werd geboren op 1 maart 1828 in Clark County, Kentucky. Toen hij tien jaar oud was verhuisde zijn gezin naar Little Rock, Arkansas. Zijn vader hielp daar het Arkansas State House te bouwen. Enkele jaren later overleed zijn vader. Zijn moeder, Catharine A. Fagan, hertrouwde in 1842 met Samuel Adams die in 1844 waarnemend gouverneur van Arkansas werd. Na het overlijden van zijn stiefvader in 1849 nam Fagan de familieboerderij in zuidelijke Arkansas over. Hoewel hij lid was van de Whig Party won hij tweemaal de verkiezingen in de overwegend Democratische Saline County. Tijdens de Mexicaans-Amerikaanse Oorlog nam hij Dienst bij de United States Volunteers en werd ingedeeld bij Company C, Arkansas Mounted Infantry Regiment onder leiding van kolonel Archibald Yell. Fagan werd bevorderd tot tweede luitenant. In 1851 trad hij in het huwelijk met Mura Elisiff Beall. Ze was de zus van de latere Zuidelijke generaal William N. R. Beall.

## Amerikaanse Burgeroorlog
Na de Aanval op Fort Sumter in april 1861 rekruteerde Fagan een compagnie. Op 6 mei 1861, de dag dat Arkansas zich terugtrok uit de Unie, werd deze eenheid opgenomen in het 1st Arkansas Infantry Regiment. Fagan werd verkozen tot kolonel. Het regiment werd in dezelfde maand formeel opgenomen in het Confederate States Army. Op 21 juli 1861 werd het ingezet tijdens de Eerste Slag bij Bull Run waar het een artilleriebatterij beschermde. Daarna werd het naar Fredericksburg, Virginia gestuurd voor garnizoensdienst. In februari 1862 werd Fagan en zijn regiment naar het Army of the Mississippi gestuurd en nam op 6 en 7 april deel aan de Slag bij Shiloh, waar zijn regiment zware verliezen leed. Fagans regiment werd ook ingezet tijdens het Beleg van Corinth.
Fagan verliet zijn regiment op 11 juli 1862. Hij werd overgeplaatst naar het Trans-Mississippifront waar hij het bevel kreeg over de 1st Arkansas Cavalry Regiment. Hij vocht mee tijdens de slagen van Cane Hill en Prairie Grove. Op 12 september 1862 werd hij bevorderd tot brigadegeneraal en kreeg het bevel over een brigade die bestond uit het 34th Arkansas, 35th Arkansas, 37th Arkansas en  Hawthorn's Arkansas regimenten. Zijn brigade speelde een belangrijke rol tijdens de Slag bij Helena op 4 juli 1863 waarbij het verschillende frontale aanvallen uitvoerde op Noordelijke artilleriebatterijen. Tijdens de Little Rockveldtocht kreeg Fagan tijdelijk het bevel over de divisie onder generaal-majoor Sterling Price.
Tijdens de Camdenveldtocht, in de lente van 1864, slaagde Fagan erin bij Marks' Mills de Noordelijke bagagetrein te vernietigen waardoor de Noordelijke opmars onder leiding van generaal-majoor Frederick Steele gestuit werd. Fagans divisie nam deel aan de daaropvolgende achtervolging waarbij de Noordelijken zich terugtrokken uit Zuidelijk Arkansas. Als erkenning voor zijn prestaties werd Fagan op 24 april 1864 bevorderd tot generaal-majoor. Hij kreeg een cavaleriedivisie toegewezen die hij aanvoerde tijdens Prices raid. Zijn soldaten zouden het echter op een lopen zetten tijdens de aanval op Fort Davidson. Na de nederlaag bij Westport diende Price zijn raid af te breken. De divisies van Fagan en John S. Marmaduke werden tijdens de Slag bij Mine Creek volledig onder de voet gelopen. Fagan werd overgeplaatst naar het District of Arkansas waar hij tot het einde van de oorlog het bevel zou voeren.

## Latere jaren
Fagan werd op 20 juni 1865 vrijgelaten en keerde terug naar zijn boerderij. In 1874 had Fagan het bevel over militie-eenheden die ingezet werden tijdens de Brooks–Baxter Oorlog, een quasi burgeroorlog in Arkansas. Zijn eerste echtgenote overleed in 1870. Hij huwde met zijn tweede vrouw, Elizabeth Mildred Ora Rapley, in 1873. In 1875 werd hij door president Ulysses S. Grant benoemd tot U.S. Marshal. Hij was de eerste Marshall die een Afro-Amerikaan, Bass Reeves rekruteerde als rechterhand.
Fagan overleed aan de gevolgen van malaria op 1 september 1893. Hij werd begraven op Mount Holly Cemetery in Little Rock, Arkansas.